# Сербія
Сербія (серб. Србија), офіційна назва Респу́бліка Се́рбія (серб. Република Србија) — країна в центральній частині Балканського півострова, має в своєму складі Косово і Воєводину.  Столиця Белград, 9,66 млн мешканців (1990), за національністю в основному серби (близько 6,7 млн, у всьому світі понад 9 млн), далі албанці, угорці, румуни, словаки, українці (близько 45 000) тощо. Розмовна й літературна мова сербів: сербська мова. Найпоширеніша релігія: православ'я.
У 2007 році Національна асамблея Сербії проголосила озброєний нейтралітет.
1 березня 2012 року Сербія офіційно набула статусу кандидата в члени Євросоюзу.

## Географія
Країна межує: на півночі — з Угорщиною, на північному сході — з Румунією, на сході — з Болгарією, на півдні — з Північною Македонією, на південному заході — з Албанією (тільки де-юре) та Чорногорією, на заході — з Хорватією і з Боснією та Герцеговиною. Площа — 88 400 км². Рельєф: родюча долина Дунаю на півночі, гори - на півдні.

## Історія

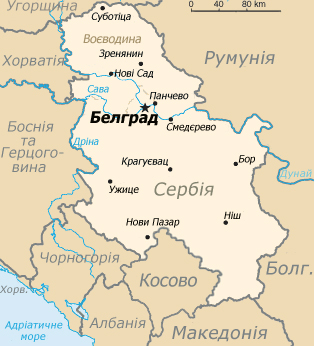
Мапа Сербії без частково визнаної Республіки Косово

Сербія заселена сербами й іншими слов'янськими племенами з VI—VII ст., до кінця XII ст. перебувала під владою Римської (Ромейської) імперії (Візантії), у XIII ст. і XIV ст. — незалежна держава, з XV ст. входила до складу Османської імперії і частково (з XVI ст.) Священної Римської імперії. Після двох протиосманських повстань Сербія здобула у 1830 році широку автономію, а у сербсько-турецькій війні 1876—1877 — повну незалежність і стала у 1882 році королівством. У грудні 1918 року увійшла до складу Королівства сербів, хорватів і словенців, перейменованого у 1929 році на Югославію, проголошену після визволення від окупації (1941—1944) у листопаді 1945 року Федеративною Народною Республікою Югославія (СФРЮ) (мова — сербо-хорватська, релігія — православ'я).
Протистояння сербів і хорватів почалося ще у межах Югославії. Під час Другої світової війни на чолі Сербії стояв маріонетковий уряд, встановлений Німеччиною; після закінчення війни Сербія знову увійшла до складу Югославії. З 1986 року Слободан Мілошевич як лідер Сербської партії і президент почав популістську кампанію за скасування статусу автономії для Косова і Воєводини. У березні 1991 року відбулися антикомуністичні виступи і виступи проти Мілошевича в Белграді. У 1991 році почалася громадянська війна, Мілошевич висловив претензії на частину Хорватії, заселену переважно сербами, під тиском ООН у січні була підписана угода про припинення вогню. Визнання ЄС незалежних Словенії, Хорватії і Боснії та Герцеговини у 1992 році фактично скоротило територію Югославії до однієї республіки Сербія. Правонаступником Югославії була оголошена республіка Сербія і Чорногорія у квітні 1992 року, на що не погодилися США і ЄС, оскільки війна продовжувалася. У березні 1992 року і повторно у червні тисячі сербів виступали за припинення війни у Боснії і Герцеговині.
Тривалий період перебування при владі Соціалістичної партії Сербії завершився в 2000 році після бомбардувань сербських міст авіацією НАТО (1999) та введення в Косово миротворчих сил ООН. У червні 1999 року, згідно з резолюцією Ради Безпеки ООН № 1244, край перетворюється на протекторат ООН — Тимчасова адміністрація ООН в Косові, але як і раніше залишався офіційно частиною Сербії. Після 1999 року Сербія і Югославський уряд не має контролю над територією, а в 2008-му в односторонньому порядку було оголошено Республіку Косово.
У червні 2006 року, після проведеного в Чорногорії референдуму, припинив існування державний союз Сербії і Чорногорії.

## Політичний устрій
Глава Сербії — Президент, обирається на п'ятирічний термін на загальних прямих виборах. Вищий орган виконавчої влади — Рада Міністрів на чолі з головою, який обирається парламентом з числа запропонованих Президентом кандидатур. Голова формує уряд, який затверджується парламентом.
Законодавчий орган — однопалатний парламент (Народна скупщина) у складі 250 депутатів, які обираються на чотирирічний термін.
28—29 жовтня 2006 року на референдумі була прийнята нова Конституція Сербії, яка замінила основний закон 1990 року.
Президент, уряд і Скупщина розташовані в Белграді.

### Влада
Президент Сербії (серб. Председнік) обирається на п'ятирічний термін на загальних прямих виборах, може обіймати цю посаду не більше двох термінів. Згідно з Конституцією, є головнокомандуючим Збройними силами Сербії, представляє Сербію в світі, призначає послів і дипломатичних представників, пропонує Скупщині кандидатів на пост прем'єр-міністра, може розпускати Народну скупщину і накладати вето на прийняті закони. Також серед обов'язків президента оголошення надзвичайного стану, а також вручення державних нагород.
За результатами президентських виборів 2 квітня 2017 року Сербію очолив лідер Сербської прогресивної партії Александр Вучич, який набрав більше 55 % голосів.
Уряд (серб. Влада) є носієм виконавчої влади і складається з 20 членів, в тому числі прем'єр-міністра, одного або декількох віце-прем'єрів і кількох міністрів. Його склад затверджується Скупщиною Сербії більшістю голосів так само як і глава кабінету міністрів, чию кандидатуру пропонує Президент Сербії.
Згідно сербської Конституції Кабінет міністрів відповідальний за визначення та проведення політики, виконання законів і їх розробку, організовує і контролює органи державної влади і т. д.

### Парламент та суди

Країни (позначено зеленим), які визнали Косово як незалежну країну. В даний час зовнішня політика країни характеризується прагненням вступити в ЄС/НАТО, дипломатичною боротьбою проти визнання незалежності автономного краю Косово і розвитком всебічних відносин з багатьма країнами світу.

У вересні 1990 року, під час демократичних перетворень в Югославії, була прийнята нова сербська конституція, яка заснувала однопалатний парламент — Народну скупщину (250 місць), депутати якої обираються на чотирирічний термін.
Орган конституційного нагляду — Конституційний суд, вища судова інстанція — Верховний касаційний суд, суди апеляційної інстанції — апеляційні суди, суди першої інстанції — вищі суди, нижча ланка судової системи — основні суди орган здійснює підбір кандидатур на посади суддів — Верховна рада юстиції.

### Зовнішня політика

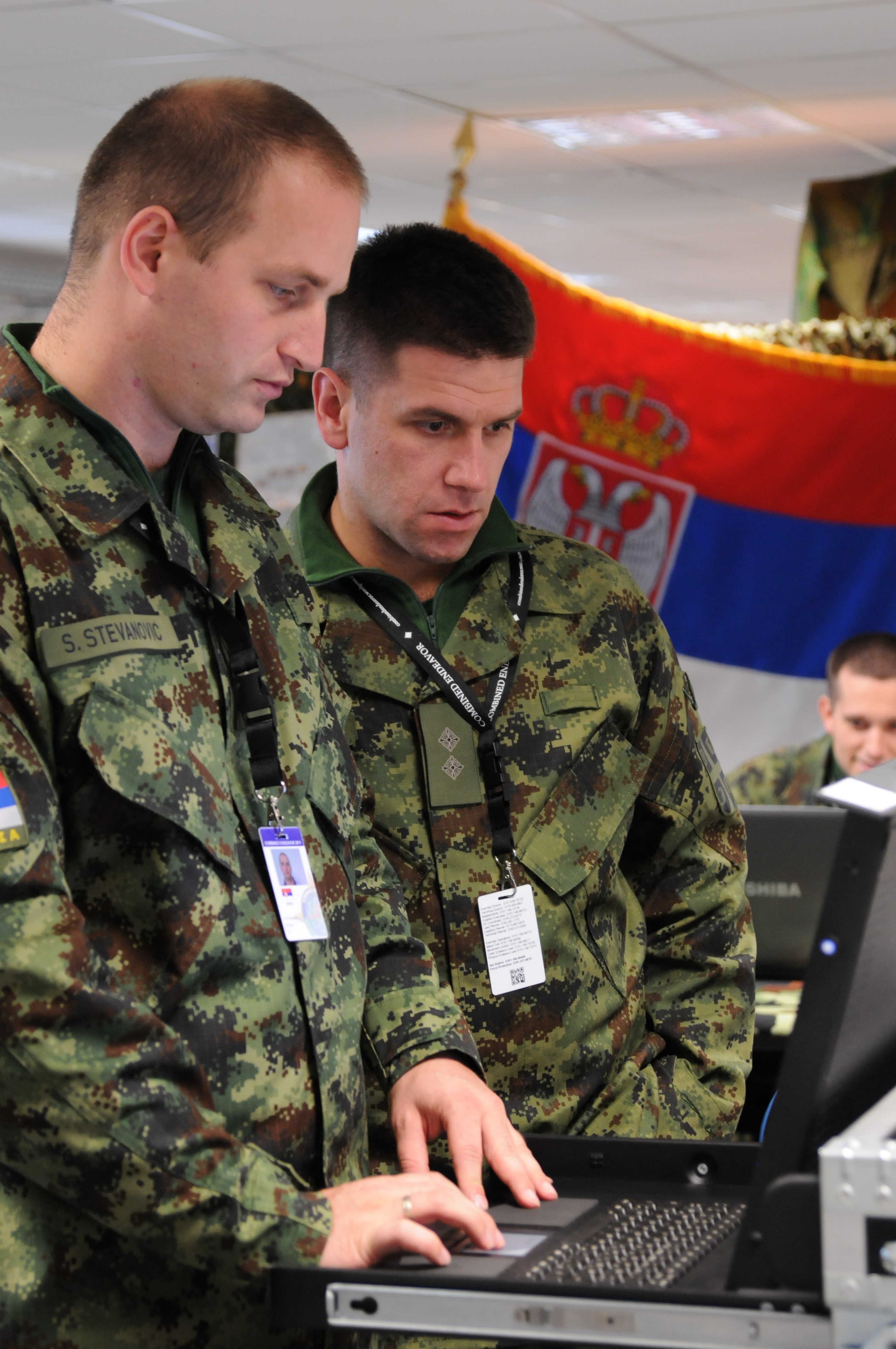
Сербські військові на навчаннях в Німеччині

За кордоном Сербія представлена 64 посольствами і 22 генеральними консульствами. На території самої Сербії розташовані 70 посольств і 5 генеральних консульств. Після розпаду Югославії Сербія успадкувала приблизно третину майна зовнішньополітичного відомства СФРЮ.
Сербія є членом таких міжнародних організацій як: ООН, Рада Європи, ОБСЄ, Інтерпол, Всесвітній банк, Партнерство заради миру, Пакт стабільності для Південно-Східної Європи, ЮНЕСКО, Всесвітня туристична організація, Всесвітній поштовий союз, Всесвітня конфедерація праці, Всесвітня митна організація, Всесвітня метеорологічна організація, Всесвітня організація охорони здоров'я і так далі.

### Збройні сили
Сербська армія складається з сухопутних військ, ВПС і ППО. Велика частина озброєння успадкована від СФРЮ і СРЮ. Періодично відбувається придбання нових зразків в незначних кількостях. З 2011 року служба в армії стала добровільною. До цього термін строкової військової служби був 6 місяців, альтернативної служби — 9 місяців. Військові витрати в 2011 році склали 2,8 % від ВВП країни.
Ще в 2006 році Сербія і НАТО підписали договір про військову співпрацю.
Сербія співпрацює з НАТО в рамках програми «Партнерство заради миру». У 2014 році сторони узгодили план індивідуального партнерства за програмою, покликаною зміцнити довіру між учасниками.

### Статус Косова
Проголошення незалежності Косова відбулося в неділю 17 лютого 2008 року, шляхом одностайного кворуму Асамблеї Косова, при 109 голосах «за» та жодного «проти», за винятком 11 представників сербської меншини, які бойкотували процедуру голосування.
З моменту проголошення незалежності Косова 116 держав визнали її як країну, втім 15 згодом відкликали своє офіційне дипломатичне визнання. Отже за станом на 4 вересня 2020 року 98 країн-членів ООН з 193 (51 %), також 22 з 27 (81 %) країн-членів Європейського Союзу та 26 з 30 (87 %) країн-членів НАТО, 33 з 57 (58 %) країн-членів ОІС визнають державу Косово.
Україна, на відміну від переважної більшості європейських країн і світу, не визнає державу Косово. Позиція з приводу визнання Косова залишається незмінною, а саме: базуючись на основоположних міжнародно-правових документах, Україна дотримується принципу безумовної поваги до суверенітету і територіальної цілісності всіх держав у міжнародно-визнаних кордонах. Україна вважає Косово невід'ємною частиною Сербії. Серед інших, п'ять країн-членів ЄС, які не визнають край як державу: Кіпр, Греція, Румунія, Словаччина та Іспанія.

## Адміністративний поділ

Прапор Воєводини

Автономний край Косово і Метохія

У липні 2009 року Скупщина Сербії прийняла закон про розділення країни на сім регіонів:
- Воєводина
- Белград
- Західний регіон
- Східний регіон
- Центральний регіон
- Південний регіон
- Косово і Метохія.

Ці регіони сформовані як статистичні одиниці, які охоплюють територію певних округів з метою збору інформації для Республіканського інституту статистики і для органів місцевого самоврядування.

### Округи
Поряд з цим, територія Сербії поділена на 29 округів і територію міста Белград. На території автономного краю Воєводина знаходиться 7 округів, на території Косова і Метохії — 5, інші розташовуються на території центральної Сербії. Кожен округ очолюється головою округу, який відповідальний безпосередньо перед урядом Сербії. Округи діляться на кілька муніципалітетів (общин), які мають свої органи самоврядування.

## Демографія
Чисельність населення Сербії за підсумками перепису, що пройшов у жовтні 2011 року — 7 186 862, в 2002 році цей показник становив 7 498 001.

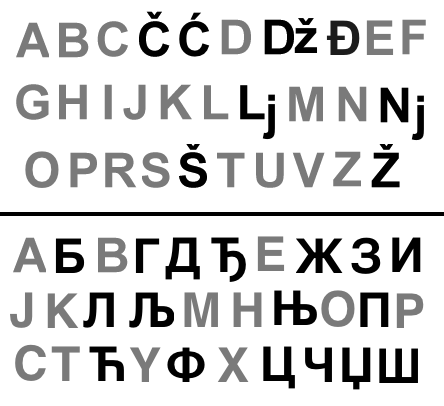
Сербська абетка

Дані про чисельність населення Сербії не включають населення Косова і Метохії і албанців півдня Сербії, які бойкотували перепис. Сербія знаходиться в гострій демографічній кризі з початку 1990-х років, коли смертність безперервно перевищила народжуваність (показник смертності на 2011 рік перевищує показник народжуваності — 14,2 і 9,3 відповідно). Сербія має один з найбільш негативних темпів зростання населення в світі, займаючи 225 місце з 233 країн.

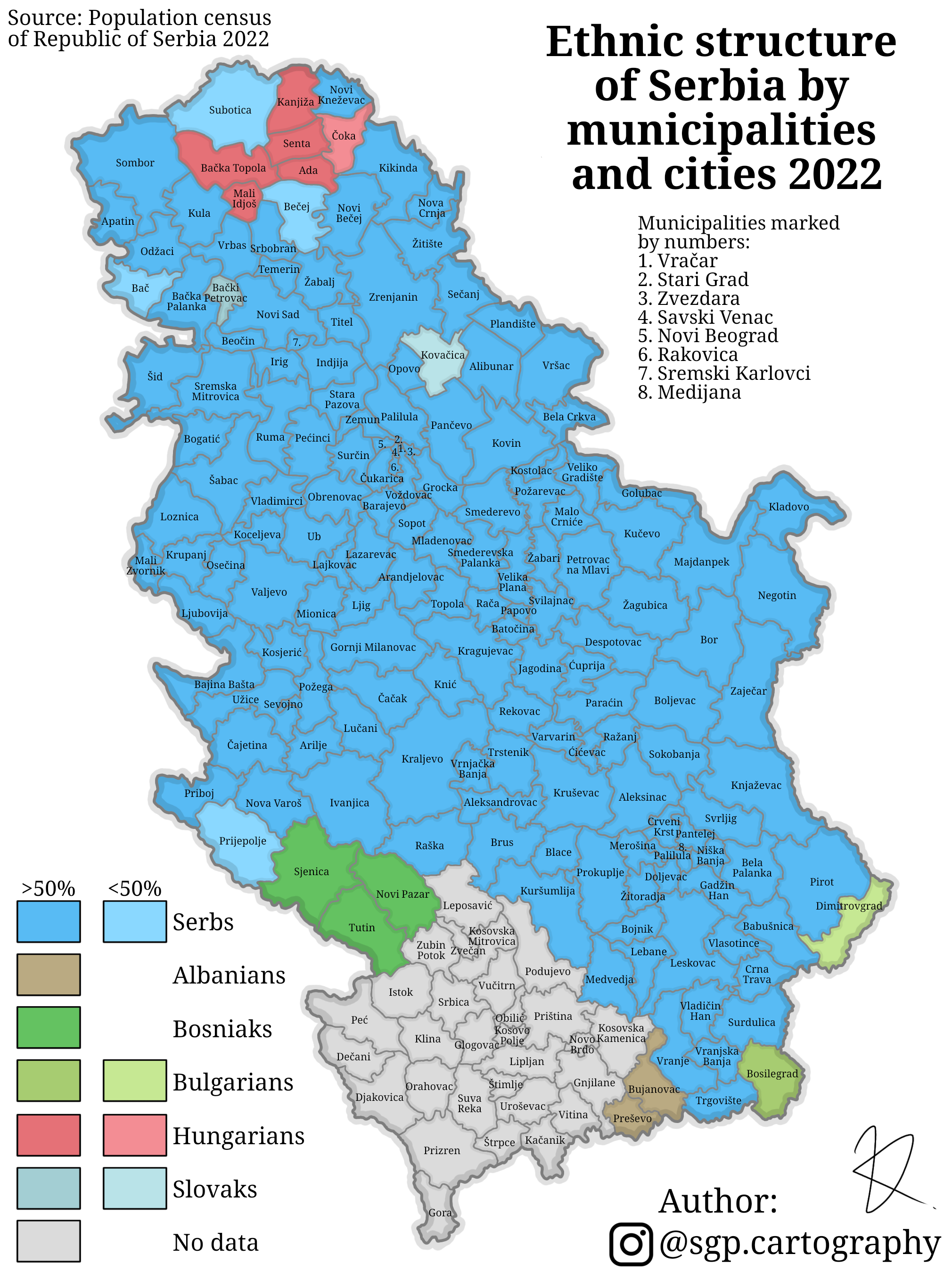
Національний склад муніципалітетів Сербії, 2022 рік

За деякими оцінками, близько 300 000 осіб полишило Сербію в 1990-х рр., Приблизно 20 % з них мають вищу освіту. Через низьку народжуваність та еміграцію молоді країна входить в десятку країн світу з найбільшим середнім віком населення.

### Етнічний склад
Серби є найбільшою етнічною групою в Сербії, що становить 83 % від загальної чисельності населення, якщо рахувати без Косова і Метохії. Другою за чисельністю етнічною групою є угорці — 3,9 % у всій Сербії і 14,3 % населення в Воєводині. Інші меншини включають боснійців, циган, албанців, болгар, чорногорців, македонців, словаків, русинів, румунів. У Сербії проживає і значна китайська діаспора.
Сербія має найбільше число біженців в Європі.

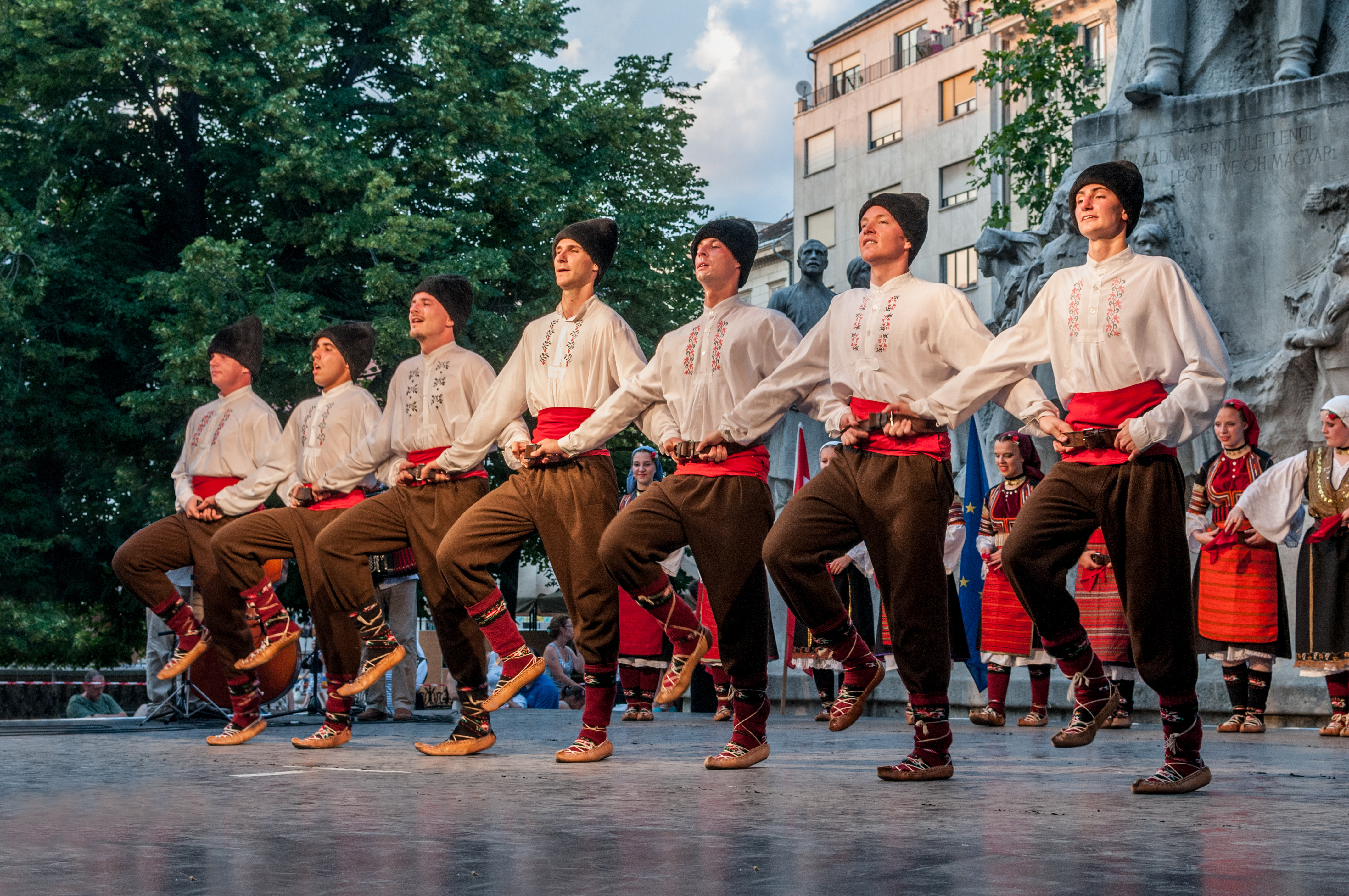
Серби

## Мови
Офіційною мовою країни є сербська мова на кирилиці. Має загальнодержавний статус. Нарівні на регіональному та місцевому рівнях також офіційно використовуються ще 12 мов. У скупщині (парламенті) Воєводини з 2002 року офіційно можуть використовуватися (нарівні з сербською) п'ять мов: угорська, словацька, хорватська, румунська та русинська мова. У Косові і Метохії статус має також албанська.
Що стосується місцевого рівня (громада), то мова отримує там офіційний статус, якщо частка носіїв досягає певного показника. У результаті угорська мова має офіційний статус в 30 муніципалітетах Воєводини, словацька — у 13, румунська в 9, русинська в 8, хорватська в 3, чеська в 1. Лише в окремих громадах Центральної Сербії офіційний статус також мають інші мови.

## Релігія
Сербія — світська держава. Конституція і закони Сербії гарантують свободу віросповідання.
Згідно з переписом населення 2002 року, без Косова:
- православних — 6 371 584 (85,0 % населення),
- католиків — 410 976 (5,5 % населення),
- мусульман — 239 658 (3,2 %),
- протестантів — 80 837 (1,1 % населення).

## Міста
У Сербії налічується 6167 населених пунктів. 24 з них є містами.
Белград, Новий Сад, Крагуєваць і Ниш діляться на кілька муніципалітетів. Решта міст Сербії організовані як єдина територія місцевого самоврядування.

## Література

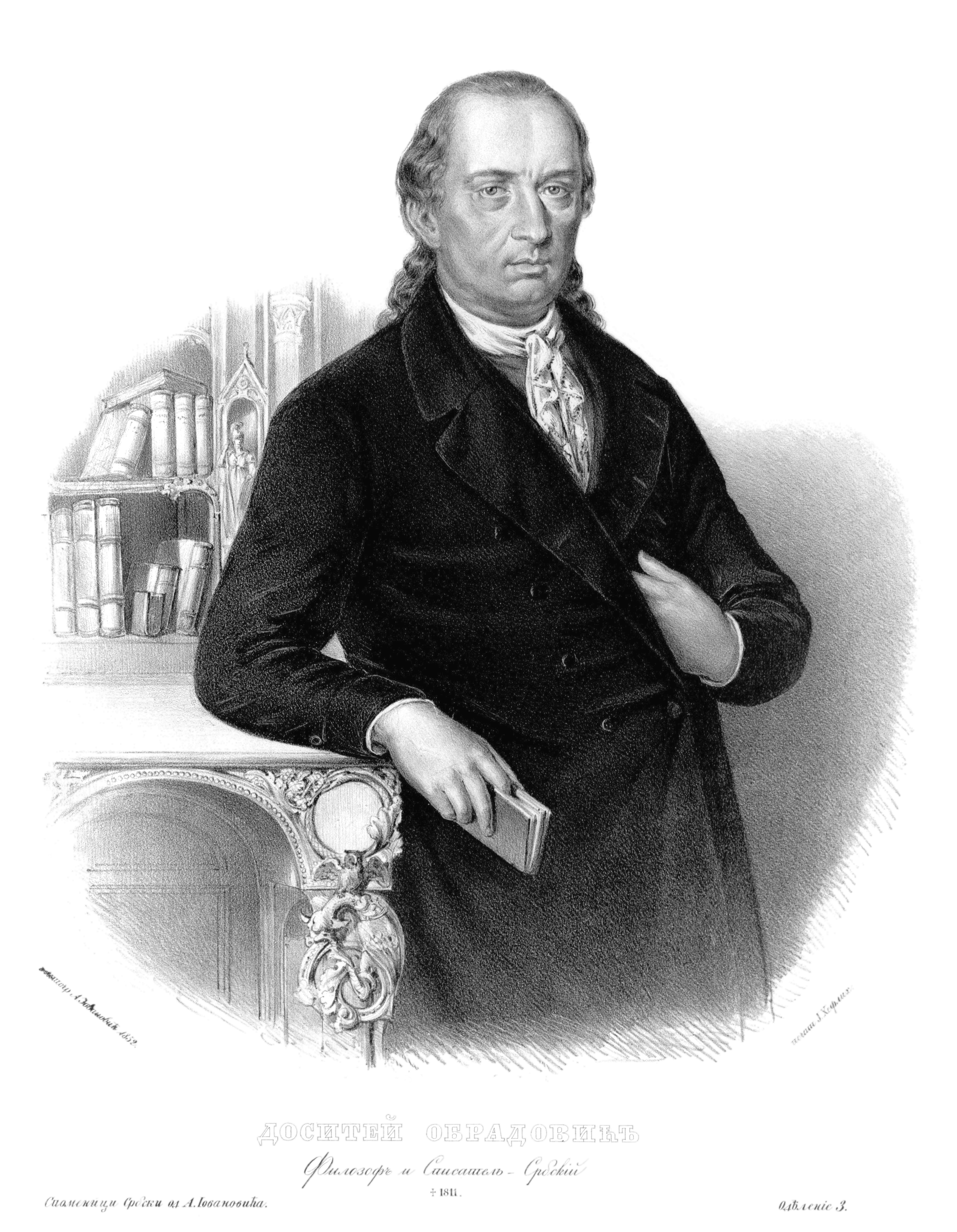
Досітей Обрадович

## Україно-сербські відносини

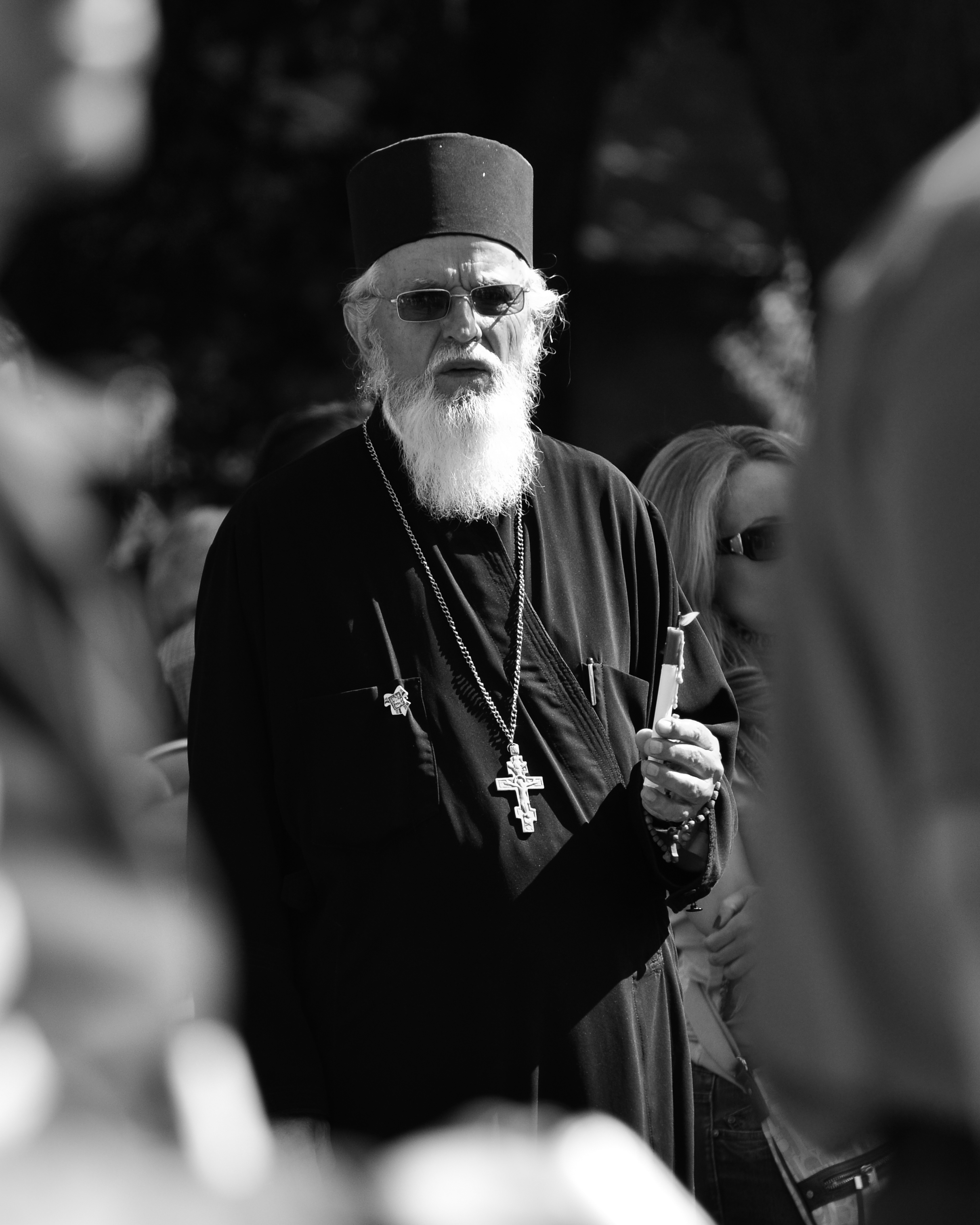
Сербський священик під час Відована. Це головне національне свято Сербії. У християн день присвячений святому Віту.

## Свята
- 1 і 2 січня — Новий рік
- 5 січня — Туціндан
- 7 січня — Різдво
- 14 січня — Православний Новий рік
- 27 січня — День Святого Сави
- 15 лютого — День державності та День сербської армії
- Великий понеділок
- Велика п'ятниця
- Великдень
- 1 і 2 травня — День праці
- 9 травня — День Перемоги
- 28 червня — Відовдан
- 21 жовтня — День пам'яті жертв Другої світової війни
- 11 листопада — День перемир'я у Першій світовій війні